# Jastorfkulturen
Jastorfkulturen (omkring 600 f.Kr.–Kr.f.) är en järnålderskultur i nuvarande norra Tyskland och södra Jylland som fått sitt namn av den tyske arkeologen Gustav Schwantes efter arkeologiska fynd av ett större urnegravfält i Jastorf i Niedersachsen. 

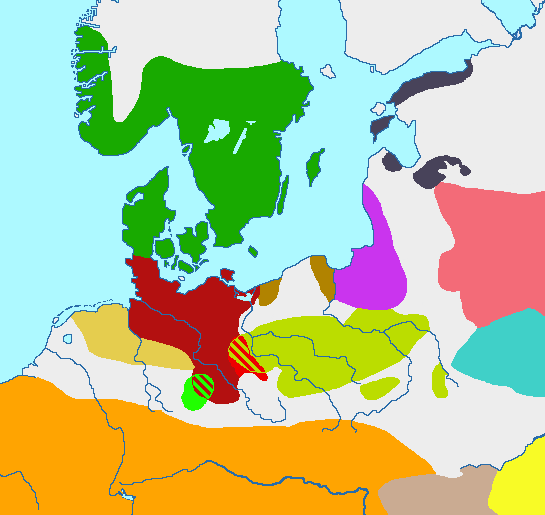
Jastorfkulturen utmarkerat med mörkrött. Teckenförklaring på engelska för övriga färger finns här

Jastorfkulturens ursprung kan härledas både ur nordisk bronsålderskultur och ur Hallstattkulturen och var främst koncentrerad till Elbes omland mellan Magdeburg och Hamburg.  Kulturen motsvarar i tid svensk förromersk järnålder, med vilken flera drag är gemensamma och efterträds liksom i Sverige av en romersk järnålder. 
Under den förromerska tiden finns den keltiska La Tène-kulturen i söder och föremål med keltiskt ursprung finns bland fynden. Typiska gravfynd är urnor med konisk hals och utsvängs mynning, bältehakar, skivspännen och järnfibulor, bl. a. maskfibulor.  Från den senare romerska tiden gränsar området direkt mot romerska riket vilket då återspeglas i lämningarna. Jastorfkulturen anses ha varit germansk och ursprunget till de västgermanska språken. 

## Upptäckt av kulturen
Den 16-årige Gustav Schwantes upptäckte under sommaren 1897 på Heitbracker Heide vid Jastorfer Moor ett oskadat urnegravfält, som han och hans bröder och två vänner grävde ut. De 42 funna urnorna med innehåll av järn och bronsföremål  lämnade han till Naturhistoriska museet i Hamburg, där de ordnades in i La Tenetiden. Schwantes  anmärkte att gravgåvorna i hans urnor skiljde sig betydligt från museets fynd. Också senare fynd av Schwantes hösten 1897 följande åren från urnegravfältet vid Jasdort och från ett sandområde norr om Jasdorf vid Ilmenau visade samma avvikelser. Där hittades 160 gravar med urnor senare. Genom dessa skiljaktiga fynd kom den hittills accepterade teorin  att börja ifrågasättas. Teorin om att järnet kom till Nordeuropa genom den keltiska Latènekulturen. Schwantes kunde slå fast att Jastorfkulturen hade börjat redan innan  LaTène-tiden. Carl Schuchhardt värderade 1935 detta som ett viktigt vetenskapligt framsteg. Schwantes undersökte senare fler urnegravfält i nordöstra Niedersachsen. Det stora fyndmaterialet gjorde det möjligt för honom att dela in Jastorfkulturen kronologiskt i tre stadier Jastorf A, Jastorf B, Jastorf C.

## Bosättningsområde
Jastorfkulturens område begränsades först till det som idag är norra Niedersachsen och Schleswig-Holstein. Kulturen var sedan mycket expansiv till sin karaktär. Den expanderade mot bergen i Harz och nådde omkring 500 f.Kr. Thüringen, Nedre Schlesien och nedre Rhenregionen, och täckte därmed södra och västra delarna av Niedersachsen. Dessa området hade blivit avbefolkat vilket var känt från klassiska källor och arkeologiska fynd. De lokala grupperna i Hallstattkulturen, som ansågs vara kelter hade migrerat under Hallstadt D-perioden till områden längre västerut och söderut ända till Medelhavet och Atlanten i Europa. 
I sin mogna fas kan Jastorfkulturen i norra Niedersachsen (Lüneburger Heide, nedre Elbe) sättas i motsats till den så kallade Nienburg-gruppen i väster, vars område var beläget längs floderna Aller och mellersta Weser, Nienburggruppens  materielia kultur står närmare den keltiska kulturen och visar tecken på betydande kontakt med Hallstadt- och La Tène-kulturerna.
Utbredningen av Jastorfkulturen sträcker sig från  västra Altmark i öster till Elbes biflod Seeve i Landkreis Harburg och från Aller i söder, till Ostholstein och Westmecklenburg i norr. Bosättningsområdet för subkulturen Nienburger Gruppen ligger söder om Aller-Weser linjen och sträcker sig  till bergen i mellersta Tyskland. Det omfattar delar av Oldenburg  och gränsar i öst till bosättningen för  Elbe-Saale gruppen.  
Regionen väster om  floden Seeve fram till Nordsjön tillhörde en del av kulturen, vars befolkning hade en tyngdpunkt i västra Holstein. Södra Niedersachsen tillhörde första delen av tidsperioden kelterna främst i bergen i Hessen och Thüringenområdet där de lämnat starka influenser i området. 
Mellan olika grupperna  fanns inga fasta gränser  En särskild position inom Jastorfkulturen hade Nienburger Gruppen. Över denna grupps område, i synnerhet längs med floden Weser har järnteknologin spritts  till det nordtyska låglandet genom  Hallstattkulturen. I området av mellersta Weser har det gjorts många fynd som har klassificerats som tillhöriga Hallstattkulturen vilket denna spridningsväg.
Fynden i gravarna som ofta är mindre högar eller helt platta gravar, brandgropar eller urnegravar.  Gravgodset är sparsamt i gravarna, och de vapengravar som är karakteristiska för folkvandringsperiodens gravar är helt frånvarande.

## Galleri

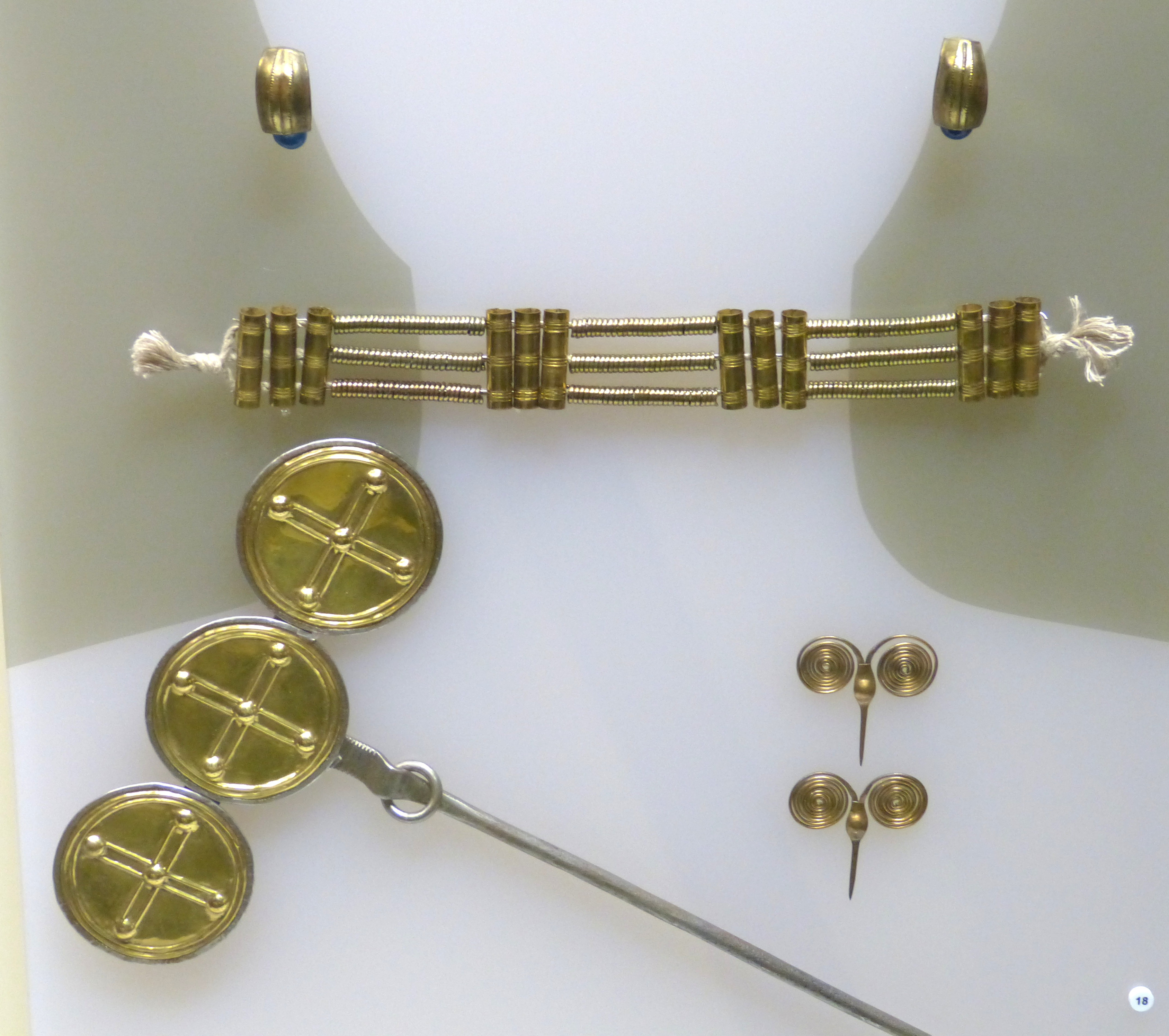
Guldornament
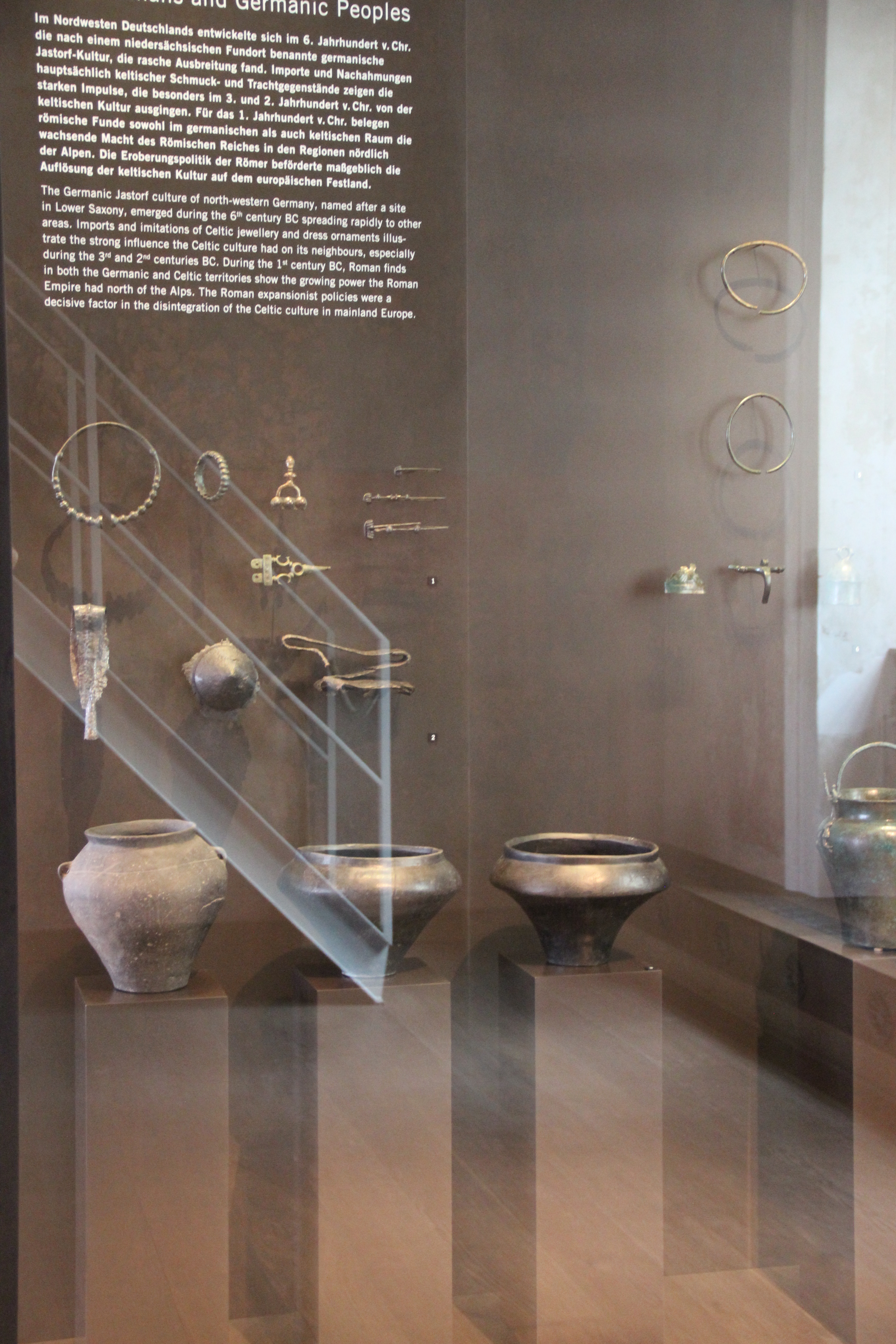
Olika fynd